# Первенець (станція)
Пе́рвенець — проміжна залізнична станція 5-го класу Херсонської дирекції Одеської залізниці на лінії Колосівка — Миколаїв між станціями Колосівка (13 км) та Зелений Гай (34 км). Розташована за 2 км від однойменного села Вознесенського району Миколаївської області.

## Історія
Станція відкрита 1962 року. 

## Пасажирське сполучення
На станції Первенець зупиняються приміські поїзди сполученням Миколаїв-Вантажний — Колосівка (курсує 
одна пара поїздів щоп'ятниці та щонеділі).